# کلیسای اصلاحی هلندی
کلیسای اصلاحی هلندی (به هلندی: Nederlandse Hervormde Kerk; NHK، به انگلیسی: Dutch Reformed Church) به عنوان یکی از فرقه‌های انشعابی از مذهب پروتستان شناخته می‌شود.
اصلاحات پروتستانی در سده شانزدهم (میلادی) به هلند رسید و در سال ۱۶۲۸ (میلادی) در نیو آمستردام که امروزه نخستین کلیسای آن در آمریکا پایه گذاشته شد. در سال ۱۷۴۷ آلمانیها اصلاحات خود را تعقیب کردند به‌طور کامل از کلیسای اصلاحی هلندی جدا شدند و کلیسای اصلاحی هلندی رسماً در سال ۱۷۹۲ (میلادی) تأسیس شد. کلیسای اصلاحی هلندی در طول زمان و از طریق استعمار هلندی نفوذ خود را در ایالات متحده آمریکا، آفریقای جنوبی، اندونزی، سریلانکا، برزیل، و دیگر مناطق مختلف جهان گسترش داد. گسترش و توسعهٔ اصلاحات پروتستانی در سایهٔ الاهیاتی که  ژان کالون و دیگر متکلمان عمدهٔ اصلاحات مطرح کرده بود، شکل گرفت.
از سال ۱۸۱۶ که ویلم اول نخستین کلیسای مستقل گروه اصلاحی هلندی را پایه‌گذاری کرد، این فرقه بیش‌ترین تغییر و انشعاب را در تاریخ خود داشته که آخرین انشعاب آن در سال ۲۰۰۴ (میلادی) رخ داد. هرچند اصول فکری آن‌ها تفاوت چندانی با دیگر فرقه‌های پروتستان ندارد، اما در فرقه اصلاحی هلندی ازدواج با هم‌جنس‌ قدغن است.